# Gryllomorpha willemsei
Gryllomorpha willemsei är en insektsart som beskrevs av Boris Petrovich Uvarov 1934. Gryllomorpha willemsei ingår i släktet Gryllomorpha och familjen syrsor. Inga underarter finns listade i Catalogue of Life.